# Estació de Quatre Camins
Quatre Camins és una estació ferroviària on s'aturen trens de les línies suburbanes S4, S8 i S9, i de rodalia R5 i R6 de la Línia Llobregat-Anoia de FGC. És el final de la línia S9, situada al terme municipal de Sant Vicenç dels Horts però lluny del nucli urbà, a la comarca del Baix Llobregat i es va inaugurar l'any 2003.
Aquesta estació està a prop de l'encreuament de la N-II amb la N-340 i es va construir com un intercanviador entre els FGC i autobusos interurbans de poblacions veïnes com Cervelló, Vallirana o Corbera de Llobregat perquè aquestes tinguessin una bona connexió amb la Línia Llobregat-Anoia.
La parada s'ubica dins de la tarifa plana de l'àrea metropolitana de Barcelona, qualsevol trajecte entre dos dels municipis de l'àrea metropolitana de Barcelona valida com a zona 1.

## Història
L'estació es projecta per primer cop al PDI 2001-2010 per acostar la cobertura ferroviària a les localitats de muntanya del Baix Llobregat. La parada es va construir entre les estacions ja existents de Can Ros i Pallejà d'ençà el 1912 i es va posar en funcionament el 4 de juliol de 2003.
El 2004 es van construir dues pasarel·les per connectar l'estació de tren amb les parades d'autobús i així facilitar el transbordament.

## Serveis ferroviaris
| Línia Llobregat-Anoia de FGC |          |                  |               |                        |
| Procedència/Destinació       | <        | Línia            | >             | Procedència/Destinació |
| Barcelona - Pl. Espanya      | Can Ros  |                  | Pallejà       | Olesa de Montserrat    |
| Barcelona - Pl. Espanya      | Can Ros  | Martorell-Enllaç | Pallejà       |                        |
| Barcelona - Pl. Espanya      | Can Ros  | terminal         |               |                        |
| Barcelona - Pl. Espanya      | Can Ros  |                  | Pallejà       | Manresa-Baixador       |
| Barcelona - Pl. Espanya      | Can Ros  | Igualada         | Pallejà       |                        |
| Trambaix                     |          |                  |               |                        |
| Projectat                    |          |                  |               |                        |
| terminal                     | terminal |                  | Molins de Rei | Francesc Macià         |